# 阿米永
阿米永（法語：Amions，法語發音：[amjɔ̃]）是法国卢瓦尔省的一个旧市镇，属于罗阿讷区。

## 地理
阿米永（45°52'41"N, 4°2'2"E）面积17.01 平方千米，位于法国奥弗涅-罗讷-阿尔卑斯大区卢瓦尔省，该省份为法国中南部省份，北起顺时针与索恩-卢瓦尔省、罗讷省、伊泽尔省、阿尔代什省、上盧瓦爾省、多姆山省和阿列省接壤。
与阿米永接壤的市镇（或旧市镇、城区）包括：当塞、福雷地区波米耶、圣乔治德巴鲁瓦耶、圣日耳曼拉瓦勒、圣保罗德韦兹兰、苏泰尔农。

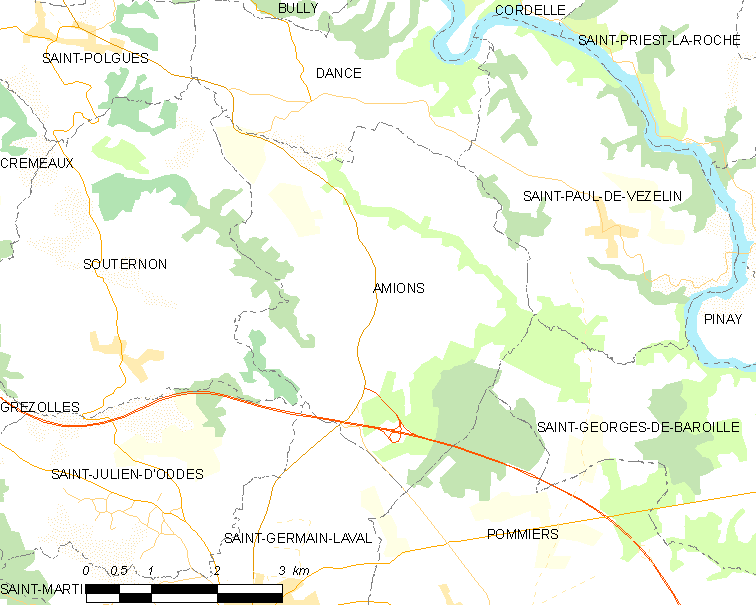
阿米永的OSM定位图

阿米永的时区为UTC+01:00、UTC+02:00（夏令时）。

## 行政
阿米永的邮政编码为42260，INSEE市镇编码为42004。

## 政治
阿米永所属的省级选区为利尼翁河畔博安县。

## 人口

1962-2008年间阿米永人口变化图示

阿米永于2018年1月1日时的人口数量为305人。